# Сен-Марсель-Полель
Сен-Марсе́ль-Поле́ль (фр. Saint-Marcel-Paulel, окс. Sent Marcèl e Paulèl) — коммуна во Франции, находится в регионе Юг — Пиренеи. Департамент — Верхняя Гаронна. Входит в состав кантона Верфей. Округ коммуны — Тулуза.
Код INSEE коммуны — 31501.

## География
Коммуна расположена приблизительно в 580 км к югу от Парижа, в 15 км к северо-востоку от Тулузы.
На северо-востоке коммуны протекает река Жиру.

## Климат
Климат умеренно-океанический. Зима мягкая и снежная, весна характеризуется сильными дождями и грозами, лето сухое и жаркое, осень солнечная. Преобладают сильные юго-восточные и северо-западные ветры.

## Население
Население коммуны на 2010 год составляло 449 человек.
| 1962 | 1968 | 1975 | 1982 | 1990 | 1999 | 2010 |
| ---- | ---- | ---- | ---- | ---- | ---- | ---- |
| 215  | 213  | 215  | 277  | 345  | 401  | 449  |

## Администрация
| Период | Период | Фамилия     | Партия        | Примечания |
| ------ | ------ | ----------- | ------------- | ---------- |
| 1944   | 1965   | Эрнест Блан |               |            |
| 1965   | 2020   | Клод Рудьер | Разные правые |            |

## Экономика
В 2010 году среди 306 человек трудоспособного возраста (15—64 лет) 221 были экономически активными, 85 — неактивными (показатель активности — 72,2 %, в 1999 году было 74,6 %). Из 221 активных жителей работали 207 человек (112 мужчин и 95 женщин), безработных было 14 (7 мужчин и 7 женщин). Среди 85 неактивных 40 человек были учениками или студентами, 24 — пенсионерами, 21 были неактивными по другим причинам.

## Достопримечательности
- Церковь Св. Петра

## Фотогалерея

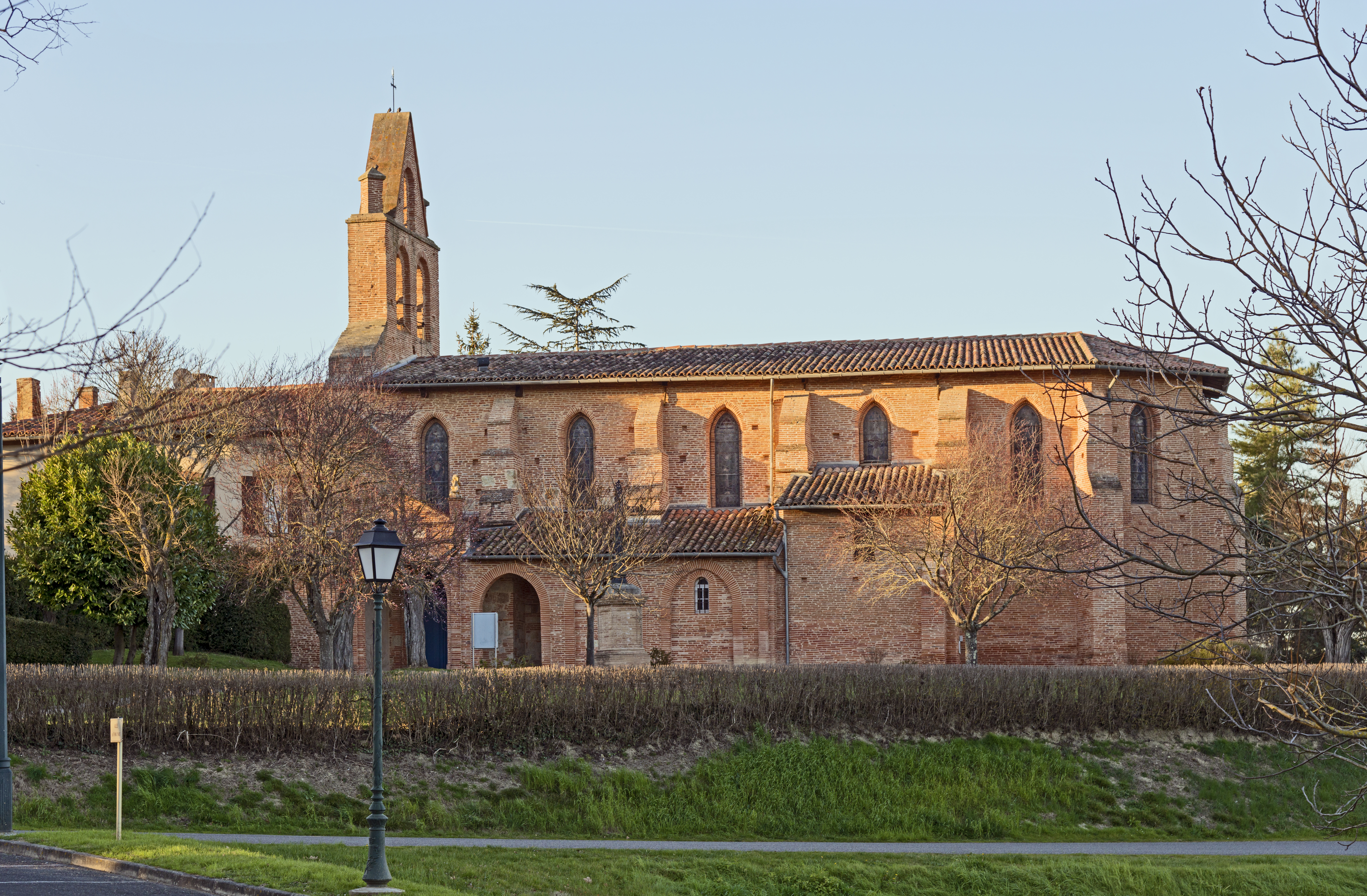
Церковь Св. Петра
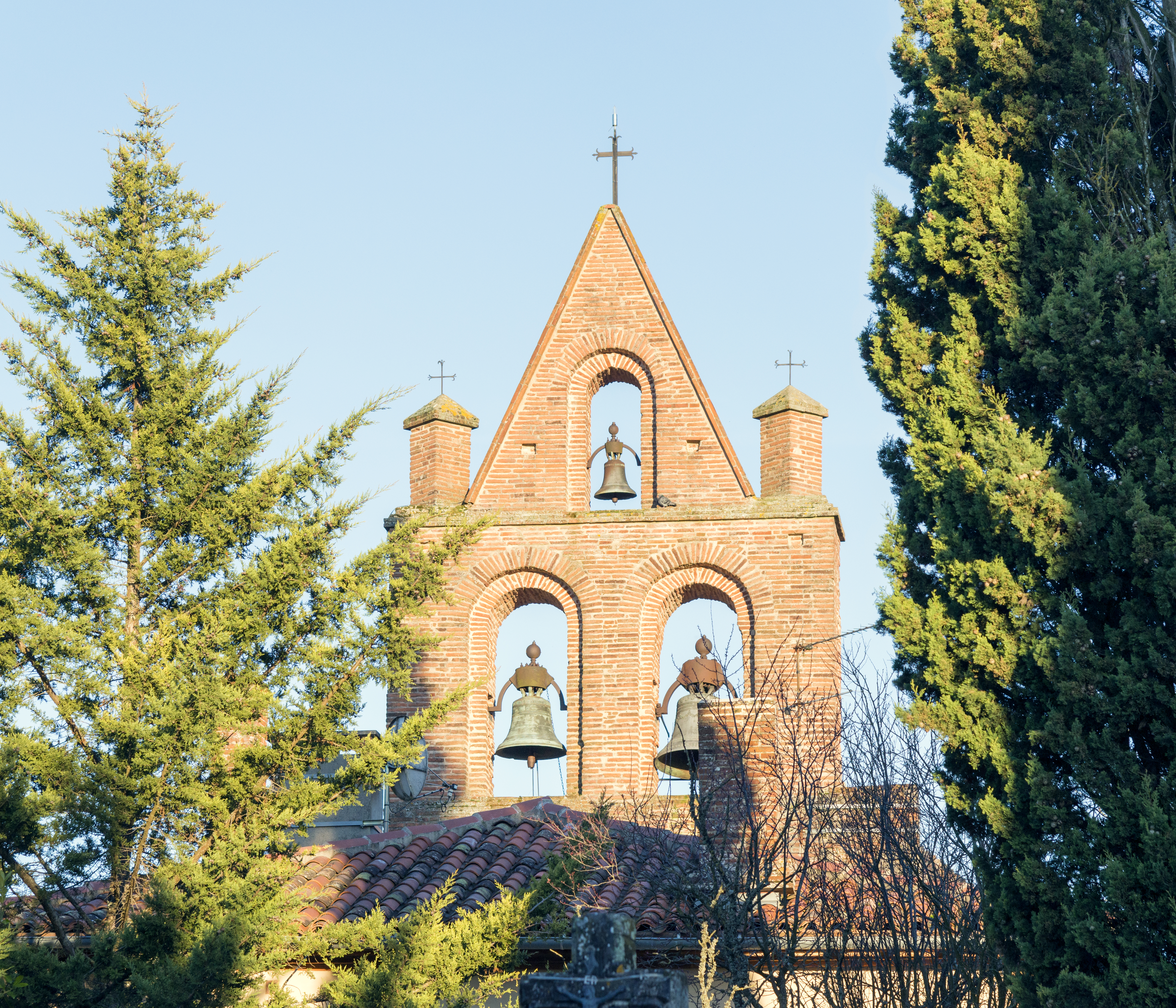
Церковь Св. Петра
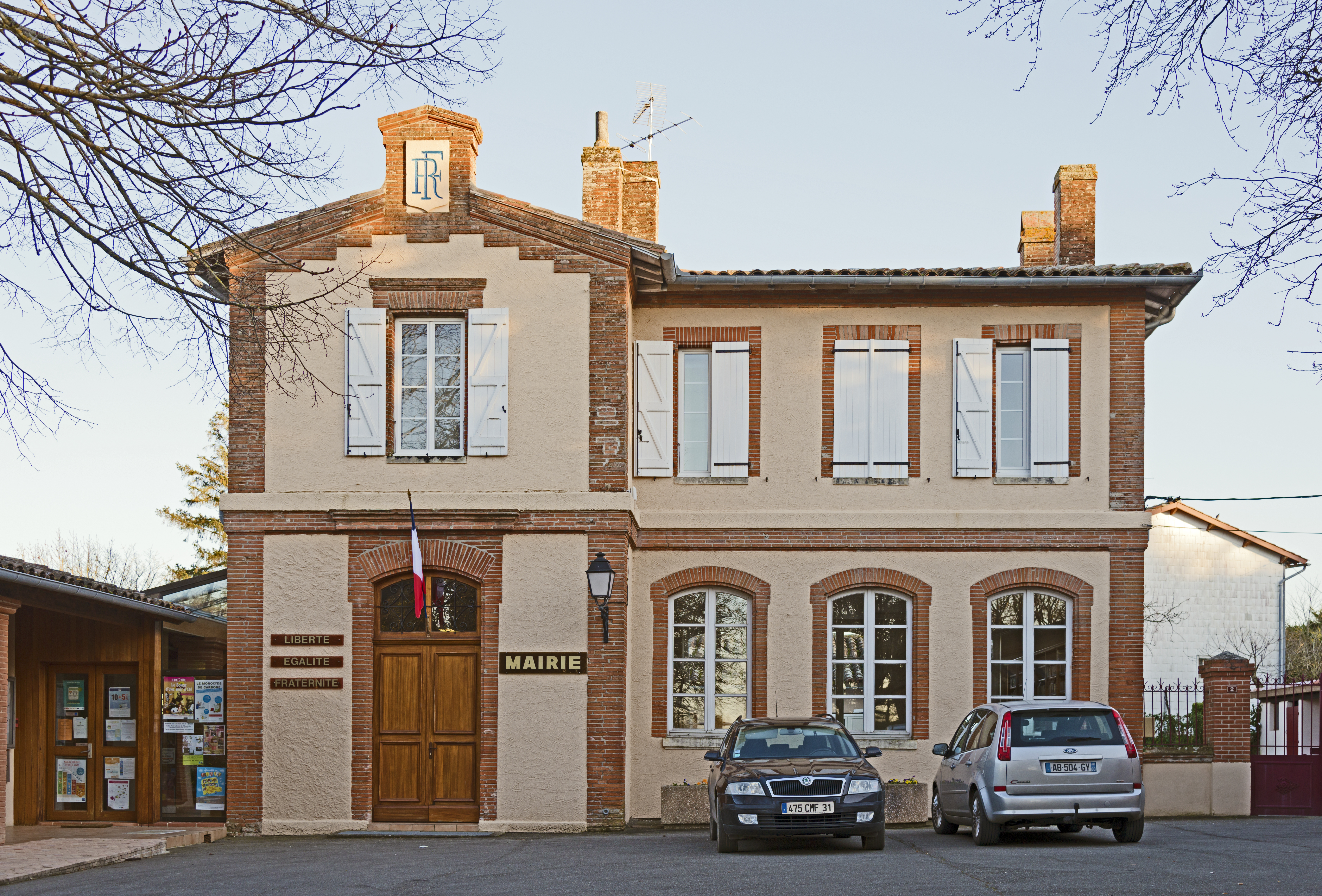
Мэрия
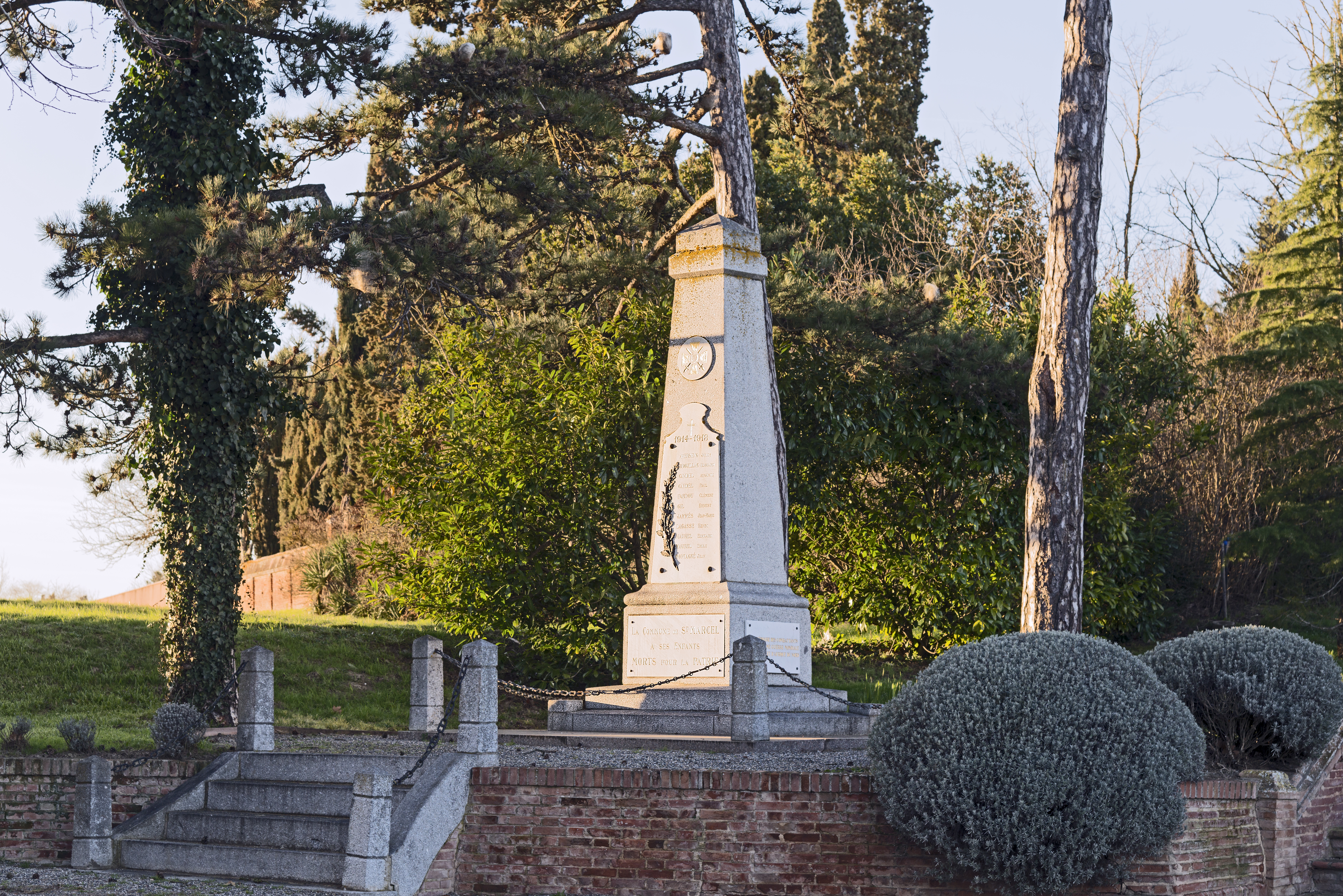
Военный мемориал
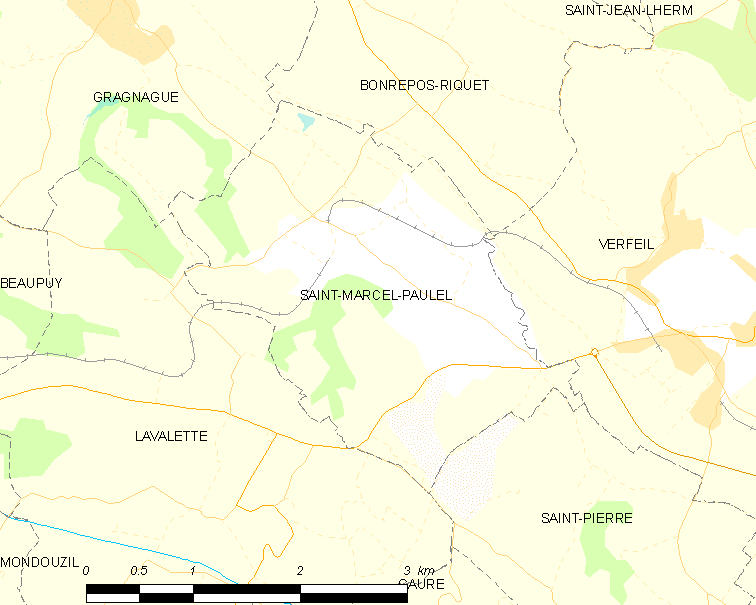
Карта коммуны